# Lanugo longuria
Lanugo longuria là một loài tò vò trong họ Ichneumonidae.